# Bordetella avium
Bordetella avium es una especie de  bacteria gramnegativa del género Bordetella. Fue descrita en el año 1984. Su etimología hace referencia a ave. Es aerobia y móvil por flagelación perítrica. Tiene un tamaño de 0,4-0,5 μm de ancho por 1-2 μm de largo. Crece de forma individual o en parejas. Forma colonias circulares, convexas y con márgenes enteros en agar sangre. También crece en agar MacConkey, Salmonella-Shigella y NA. Catalasa y oxidasa positivas. Temperatura de crecimiento óptima de 37 °C. Tiene un contenido de G+C de 61,6-62,6%. Se ha aislado de aves como pavos en Alemania. Es patógena en aves, produciendo rinotraqueítis. También puede producir infecciones en humanos.[cita requerida]